# Francisco Bruza Espinosa
Francisco Bruza Espinosa, castelhano, foi dos primeiros desbravadores do sertão da Bahia ainda no século XVI. Seu nome se grafa também Francisco Bruzo Espinosa, sendo ainda encontrado como Francisco Bruza, Bruzza, Brueza de Espinosa, Espinhosa, Espiñosa ou Spinosa.
Em 1553, D. João III ordenou ao governador-geral Tomé de Sousa explorar as nascentes do rio São Francisco, pois fora informado que os espanhóis haviam encontrado ouro e esmeraldas do outro lado da linha de Tordesilhas. A expedição foi encomendada ao castelhano.
Toda região onde está o município de Salinas, originariamente de 3.689 km2 e abarcando dezesseis distritos e povoados, teve sua colonização iniciada nesta metade do século XVI, quando o desbravador Francisco Bruza Espinosa, seguindo determinação da Coroa, enveredou pelo vale do Rio Pardo com numerosa expedição. Palmilhou os tabuleiros de pastagens naturais – tinha até jazidas de sal, indispensável para o gado – e foi sair do território mineiro para a Bahia onde hoje está a cidade de Espinosa, que ganhou o topônimo em sua homenagem.
Seguido as noticias dadas pela expedição de Espinosa, acorreram à região os chamados vaqueiros baianos tangendo seus rebanhos, deflagrando assim o Ciclo do Couro da Colonização das Gerais. É notório que os povoados surgidos no curso das atividades agropecuárias, curso das atividades agropecuária, notadamente as pastoris, são de crescimento lento.
Os sertões eram habitados pelos índios tapuias por ocasião do descobrimento. Cinquenta anos depois no Governo-Geral de Tomé de Sousa, foi organizada uma expedição à região sob comando do espanhol Francisco Bruza Espinosa. A expedição, da qual fez parte o padre jesuíta João de Azpilcueta Navarro, seguiu pelo sul do litoral baiano, atravessou o vale do rio Jequitinhonha e atingiu o rio São Francisco. Deixaram Porto Seguro em outubro ou novembro de 1553 e precisaram de ano e meio para percorrer 355 léguas (2.310 quilômetros), pelo rio Jequitinhonha, até a Serra do Mar, alcançando o rio São Francisco, passando ao rio Verde, finalmente descendo o rio Pardo até o mar.
A crônica da expedição está em carta do jesuíta escrita em Porto Seguro, para os seus superiores em Coimbra, a 24 de junho de 1555.
A ação de colonização aconteceu muitos anos depois, quando, em 1690, o regente do São Francisco, Antônio Guedes de Brito, se estabeleceu com duzentos homens armados na serra Geral, hoje município do Jacaraci, na Bahia. Ali bem perto formou-se o povoado de Lençóis do Rio Verde - denominação que se explica pelos lençóis postos a secar no rio pelas lavadeiras da região. Esse povoado ficava nos arredores de uma antiga capela, mais tarde e a matriz de São Sebastião. Em 1859, criou-se o distrito de Lençóis, ligado ao município de Rio Pardo. Posteriormente, em 1923, sob a denominação de São Sebastião dos Lençóis, é elevado a município, desmembrado de Monte Azul. O nome Espinosa foi instituído depois, em homenagem ao desbravador do local.